# Republican Main Street Partnership

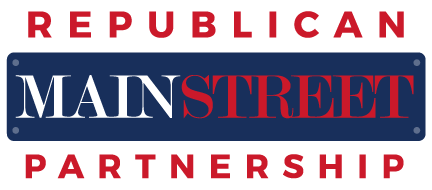
Logo du Republican Main Street Partners

Le Republican Main Street Partnership est un groupe de membres modérés du Parti républicain américain. Ils tendent à prendre leur distance avec le conservatisme social de nombreux républicains ainsi qu'avec le conservatisme fiscal et la stricte limitation du rôle de l'État. Ce groupe est un peu l'équivalent des Blue Dogs démocrates.
Le groupe a été créé en 1994 à la suite des élections de mi-mandat (mid-term elections) qui virent l'arrivée au pouvoir à la Chambre des représentants des républicains conservateurs.

## Membres actuels

### Bureau des directeurs
- Charles Foster Bass - ancien représentant du New Hampshire
- Sherwood Boehlert - ancien représentant de New York
- John Danforth - ancien sénateur du Missouri, ancien ambassadeur américain aux Nations unies
- Tom Davis - président et CEO, ancien représentant de Virginie
- Amo Houghton - chairman et fondateur, ancien représentant de New York
- Nancy Johnson - ancien représentant du Connecticut
- Doug Ose - ancien représentant de Californie
- Warren Rudman - ancien sénateur du New Hampshire

### Sénateurs
- Susan Collins, Maine
- John McCain, Arizona
- Olympia Snowe, Maine
- Arlen Specter, Pennsylvanie

### Représentants
- Steve Austria, Ohio
- Roscoe Bartlett, Maryland
- Judy Biggert, Illinois
- Brian Bilbray, Californie
- Mary Bono Mack, Californie
- Ginny Brown-Waite, Floride
- Ken Calvert, Californie
- Dave Camp, Michigan
- Shelley Moore Capito, Virginie Occidentale
- Mike Castle, Delaware
- Charlie Dent, Pennsylvanie
- Lincoln Diaz-Balart, Floride
- Mario Diaz-Balart, Floride
- David Dreier, Californie
- Vern Ehlers, Michigan
- Jo Ann Emerson, Missouri
- Rodney Frelinghuysen, New Jersey
- Jim Gerlach, Pennsylvanie
- Lynn Jenkins, Kansas
- Tim Johnson, Illinois
- Mark Kirk, Illinois
- Leonard Lance, New Jersey
- Steve LaTourette, Ohio
- Jerry Lewis, Californie
- Frank LoBiondo, New Jersey
- Thad McCotter, Michigan
- Candice Miller, Michigan
- Tim Murphy, Pennsylvanie
- Tom Petri, Wisconsin
- Todd Platts, Pennsylvanie
- Dave Reichert, Washington
- Pat Tiberi, Ohio
- Mike Turner, Ohio
- Fred Upton, Michigan
- Greg Walden, Oregon
- Ed Whitfield, Kentucky
- Frank Wolf, Virginie

### Gouverneurs
- Linda Lingle, Hawaii
- Arnold Schwarzenegger, Californie

## Source
- (en) Cet article est partiellement ou en totalité issu de l’article de Wikipédia en anglais intitulé « Republican Main Street Partnership » (voir la liste des auteurs).